# 홍헌표 (기자)
홍헌표(1986년~)는 대한민국의 한국경제TV 기자이다.

## 결혼과 가족
홍헌표는 3살 연하인 YTN 아나운서 박유라와 2018년 10월 13일에 결혼식을 올렸다. 또한 손아래처남은 음악 그룹인 EXO의 멤버의 일원인 찬열이다.